# ابن حبوس
هو عبد الله محمد بن حنين بن عبد الله بن حبوس. ينتسب إلى أبي العافية بالوفاء، وحبوس جده كان من موالي بني أبي العافية الذين ملكوا المغرب أيام دولة بني أمية في الأندلس فمن بعدهم.
ولد بفاس في عهد دولة المرابطين، في نفس السنة التي توفي فيها يوسف بن تاشفين، وهو يعدّ من الشعراء المغاربة، قال الشعر في صباه، وتأدب على العلماء ودرس علوم عصره واجتهد فيها. وكان له باعٌ طويل في علوم اللغة، ولكنه كان شغوفا بالدراسات الفلسفية وعلم الكلام، ولما بدأ نجمة متألق في الشعر، رحل إلى تلمسان، ثم رجع إلى مراكش وامتدح أمراءها، ودخل الاندلس، وعاد إلى المغرب لما ظهر عبد المؤمن واستقر في فاس.

## مصدر
تراجم الشعراء.ص13